# Marcel Gaumont
Pour les articles homonymes, voir Gaumont (homonymie).
Marcel Gaumont né le 27 janvier 1880 à Tours et mort le 20 novembre 1962 à Paris est un sculpteur français, représentatif du mouvement de l'Art déco.

## Biographie
Élève de Louis-Ernest Barrias, François-Léon Sicard et Jules Coutan à l'École des beaux-arts de Paris, Marcel Gaumont obtient le premier prix de Rome en sculpture de 1908, ex-aequo avec Camille Crenier, pour Le jeune Sophocle après La Victoire de Salamine. De 1909 à 1912, il devient pensionnaire de la villa Médicis à l’Académie de France à Rome, alors dirigée par le peintre Carolus-Duran.
Après son retour en France et la fin de la Première Guerre mondiale, il se voit confier la réalisation de plusieurs monuments aux morts.
Il expose régulièrement au Salon de la Société des artistes français à Paris où il est récompensé en 1935 par une médaille d’or. Il obtient le grand prix du jury en 1937, à l’occasion de l’Exposition internationale de Paris, pour les quatre métopes qui ornent la façade ouest du palais de Tokyo.
À partir de 1920, il collabore avec la Manufacture nationale de Sèvres, pour laquelle il réalise plusieurs modèles.
Gaumont est promu officier de la Légion d'honneur en 1938.
En 1939, il est nommé professeur à l’École des beaux-arts de Paris, alors dirigée par le sculpteur Paul Landowski.
En 1944, il est élu à l’Académie des beaux-arts au fauteuil de Paul Gasq.
Il apparaît dans le film Nos tailleurs d'images, de René Lucot.
Marcel Gaumont était domicilié au 7, rue de Bagneux à Paris.

## Œuvres

### Monuments aux morts
- Monuments aux morts de Tours :
  - Monument aux morts de la guerre de 1870 à Tours (à la mémoire des officiers et soldats du 88e régiment de mobiles d'Indre-et-Loire morts pour la patrie) par Bernard Chaussemiche, architecte et Marcel Gaumont, sculpteur ; inauguré le 12 juillet 1914 place du Chardonnet, il a été déplacé sur le quai d'Orléans à l'entrée de la passerelle Saint-Symphorien dans les années 1970[2],[3],[4].
  - Monument aux morts de la guerre de 1914-1918 : 1924, monument en pierre, érigé sur le mur nord de la cage d’escalier de l’hôtel de ville, deux hauts-reliefs encadrent une niche alors que les murs est et ouest portent le nom des victimes [5].
- Monument aux morts de Le Perreux-sur-Marne : inauguré le 19 juin 1921, c’est un monument en pierre calcaire dont la réalisation fut confiée à l’atelier de sculpture parisien Gausset, Bertrand et Cie qui fit exécuter ses maquettes par Gaumont[6].
- Monument aux morts de Laon : construit entre 1923 et 1926, en pierre de Lavoux sur un noyau en béton armé, par l'architecte Charles Abella et le sculpteur Marcel Gaumont[7].
- Monument aux morts de Le Blanc : monument aux morts élevé en partie par souscription, en partie par financement de la commune, en 1921-1922. Le plan du monument, le devis et le cahier des charges ont été dressés par l'architecte parisien Pierre Leprince-Ringuet, le 25 avril 1921 ; un marché de gré à gré a été passé entre le maire du Blanc, Boistard, et le sculpteur parisien Marcel Gaumont, le 10 février 1922 ; le monument a été exécuté dans l'année. [8]
- Monument aux morts de Sorigny : en 1923, Marcel Gaumont fait don à la commune, où il a passé son enfance, d’un groupe sculpté (sur un monument dont l’architecte est Maurice Boille) représentant une ‘’Victoire’’ aux ailes déployées soutenant le corps d’un soldat mort au combat[9].
- Monument aux morts de l’artillerie et des trains des équipages, daté de 1925, l’architecte en est P. Leprince Ringuet ; inauguré à Fontainebleau par le président Gaston Doumergue en 1925 dans l’enceinte de l’ancienne École d’Artillerie, il est actuellement au musée de l’école d’Artillerie de Draguignan[10]
- Monument aux morts de l’École centrale : situé à l’entrée de l’ancienne école, rue Condé, Il est l’œuvre de Pierre Leprince Ringuet, centralien et architecte, et de Marcel Gaumont[11].
- Monument aux morts du lycée Saint-Louis à Paris.
- Monument aux morts de la deuxième guerre mondiale de Cluny, inauguré le 15 août 1948 à l'emplacement de bâtiments détruits par le bombardement d'août 1944, face à la Tour des Fromages. Il s'agit d'un bas-relief représentant trois personnages allégoriques: une femme habillée de la peau d'un lion (la victoire), un enfant (l'espoir) et un homme qui brise ses chaînes (la liberté).

### Autres œuvres
- Le jeune Sophocle après la victoire de Salamine, statue en plâtre avec laquelle Marcel Gaumont obtint le prix de Rome, Paris, École nationale supérieure des beaux-arts[12].
- Beffroi de Cambrai : il s’agit de l’ancien clocher de l’église Saint-Martin, préservé de la destruction à la Révolution. En 1922, Gaumont conçoit quatre sculptures qui ornent les angles, remplaçant ainsi les statues du sommet qui représentaient les quatre serments de Cambrai. Elles évoquent quatre figures de l’histoire cambrésienne : un guerrier franc, un soldat de la milice communale, Louise de Savoie, la mère de François Ier, qui signa à Cambrai en 1529 la Paix des Dames, et le marquis de Cézen, qui fut le premier gouverneur royal après le retour définitif de Cambrai à la France en 1667. ([13].
- Quatre Piliers pour Casa Velasquez à Madrid. Exposés au Salon de 1935, ils n'ont jamais été mis en place. Les plâtres sont conservés à Saint-Quentin au musée Antoine-Lécuyer. La maquette est conservée au musée des Beaux-Arts de Tours.
- Tombe d’Albert Roussel : le compositeur est enterré à Varengeville-sur-Mer au cimetière de l’église Saint-Valery. Réalisé en 1930, le monument prend appui sur un socle en granit dont les angles sont chanfreinés. Quatre blocs portent une œuvre de plan carré dont trois des faces en fonte représentent une scène sculptée imaginée par Gaumont. La quatrième face est sculptée d'un voilier et d'une citation du défunt. Fondu par Rudier.
- Cathédrale d'Arras : Gaumont est l’auteur des sculptures qui décorent la chaire (elles représentent le Christ qui enseigne au milieu de ses disciples, et sur les côtés, les quatre évangélistes) et le baptistère (baptême du Christ par saint Jean-Baptiste et sur l'autre face, saint Vaast bénissant un groupe de fidèles)[14],[15].
- Église Saint-Quentin de Villers-Plouich : église réalisée entre 1924 et 1930 par Leprince Ringuet pour remplacer celle détruite en 1917. Le 18 juin 1928, Gaumont est choisi pour orner la façade de l'édifice d'un bas-relief composé du Christ et de son entourage ; une scène de la Crucifixion est finalement retenue[16].
- Église Saint-Joseph de la Vacquerie : le hameau de la Vacquerie (commune de Villers-Plouich), possède une chapelle détruite à la veille de la bataille de Cambrai (1917), et  reconstruite entre 1923 et 1930 sous la direction de l'architecte Pierre Leprince-Ringuet. Elle est bénie le 22 décembre 1930. Parmi les curiosités de l'église se trouve la sculpture du fronton due à Gaumont, qui encadre la rosace de la façade principale : il s'agit du Christ en majesté accompagné d'anges, réalisé en 1928[17].
- Église Saint-Martin d'Abancourt : le style néo-roman et l'utilisation de la brique de parement évoquent l'esprit de l'église primitive. P. Leprince Ringuet ajoute, au dépouillement des lignes, un décor inspiré du style Art Déco. Marcel Gaumont a réalisé les sculptures en béton moulé suivant une technique qu'il a lui-même mise au point. Un christ enseignant orne la façade de l'édifice. Sa longue silhouette, drapée de la robe des philosophes aux plis anguleux, s'inscrit au centre d'une croix décorée de fleurs stylisées[18].
- Musée d'Art moderne de Paris :  conçu dans le cadre de l'Exposition universelle de 1937, les façades des deux bâtiments de gauche sont ornées chacune, au-dessus des fenêtres, de quatre bas reliefs : Triton, Trois Nymphes, Centaure et Éros[19].
- Monument à Pierre Belain d'Esnambuc à Fort-de-France : le syndicat d’initiative de la Martinique lança l’idée, en 1931, d’élever un monument à la mémoire du flibustier d’origine normande dans la ville de Saint-Pierre, qu’il avait fondée en 1635. Le monument, inauguré le 15 septembre 1935, était destiné à recevoir une statue mais il fut décidé qu’elle serait installée à Fort-de-France. L’architecte Leprince Ringuet dessina la plate-forme de 4 m de haut en granit rose et Gaumont réalisa une statue en bronze de 2,50 m représentant l’illustre aventurier en costume civil. Ce monument, inauguré le 24 décembre 1935, est situé dans le parc de la Savane, en face de la jetée[20].
- Petit coursier : biscuit de porcelaine de la manufacture nationale de Sèvres, Paris, musée des Arts décoratifs[21].
- Le Printemps, statuette en plâtre, commande de l'architecte Albert Laprade pour la salle de bain du pavillon Studium des grands magasins du Louvre, présentée à l'Exposition internationale des Arts décoratifs de Paris en 1925, Saint-Quentin, musée Antoine-Lécuyer[22].
- Vierge de l’Annonciation, statue en calcaire taillé, Gentilly, église paroissiale du Sacré-Cœur[23].
- Joueuse de boules : biscuit de porcelaine de la manufacture nationale de Sèvres.

## Expositions
- 1925 : Exposition internationale des Arts décoratifs et industriels modernes de Paris, Le Printemps.
- 1937 : Exposition internationale de Paris, quatre métopes ornant la façade ouest du palais de Tokyo.

## Récompenses
- Prix de Rome en sculpture de 1908.
- Médaille d’or au Salon des artistes français de 1935.
- Grand prix du jury à l’Exposition internationale de Paris de 1937.

## Distinctions
Marcel Gaumont est nommé chevalier de l'ordre national de la Légion d'honneur par décret le 2 août 1925 et officier du même ordre le 31 octobre 1938.

## Hommage
- Une place et une rue du village de la commune de Sorigny portent le nom de l’artiste.

## Élèves notoires
- Jean Commère
- René Leleu
- Émile Morlaix
- Francis Pellerin